# Oligodon joynsoni
Espèce
Synonymes
- Simotes longicauda joynsoni Smith, 1917

Statut de conservation UICN

 LC  : Préoccupation mineure
Oligodon joynsoni est une espèce de serpent de la famille des Colubridae.

## Répartition
Cette espèce est endémique du Nord-Ouest de la Thaïlande. Sa présence est incertaine au Laos.

## Description
Dans sa description Smith indique que le plus grand spécimen en sa possession mesure 76 cm dont 10,5 cm pour la queue.

## Étymologie
Son nom d'espèce, joynsoni, lui a été donné en l'honneur de H. W. Joynson qui a collecté l'holotype dans le nord de la Thaïlande.

## Publication originale
- Smith, 1917 : Description of a new snake and a new frog from Siam. Journal of the Natural History Society of Siam, vol. 2, n. 3, p. 276-278 (texte intégral).